# Pau dos Ferros
Pau dos Ferros est une municipalité située dans l'État du Rio Grande do Norte, au Brésil. Appartiennent à la microrégion de Pau dos Ferros.

## Principaux sites
- Public Weir - Pau dos Ferros Dam
- Sanctuaire de l'Immaculée Conception
- Centre Culturel "Joaquim Corrêa"
- Obélisque - Monument Historique du Bicentenaire de la Paroisse de Pau dos Ferros
- Barravento - Tourisme Terminal "Lindalva Torquato"
- Hôtel Pousada do Jatobá

## Sport
La ville possède son propre stade, le Stade du 9 janvier, qui accueille les deux équipes de football de la ville, le Clube Centenário Pauferrense et la Sociedade Esportiva Pauferrense.